# Eupsittula cactorum
Eupsittula cactorum е вид птица от семейство Папагалови (Psittacidae).

## Разпространение
Видът е разпространен в Бразилия.